# ماتئوس کونیا کی‌روش
ماتئوس کونیا کی‌روش (انگلیسی: Matheus Cunha؛ زادهٔ ۲۴ مهٔ ۲۰۰۱) بازیکن فوتبال اهل برزیل است که در حال حاضر برای باشگاه فوتبال فلامینگو بازی می‌کند. 
وی همچنین در تیم ملی فوتبال زیر ۲۳ سال برزیل بازی کرده است.